# Miloš Mihajlović
Miloš Mihajlović je pijanista i profesor klavira na Fakultetu muzičke umetnosti u Beogradu.
Rođen je 1. juna 1978. godine u Nišu.
Potiče iz muzičke porodice.

## Obrazovanje i status
Diplomske i poslediplomske studije završio je u klasi profesora Nevene Popović. Dobitnik je nagrade "Emil Hajek" (za najtalentovanijeg mladog pijanistu) i nagrade iz fonda Olge Jovanović (za najperspektivnijeg mladog pijanistu). Usavršavao se na masterklasevima priznatih svetskih pedagoga kao što su: Sergej Dorenski, Aleksandar Štarkman, Mišel Dalberto itd. Juna, 2001. godine, zapošljava se na Fakultetu muzičke umetnosti u Beogradu gde i danas radi u zvanju redovnog profesora.

## Izvođačka karijera
Učestvovao je na brojnim festivalima u Srbiji kao što su: BEMUS, Nimus, "International contemporary music festival ", "Mokranjčevi Dani", i dr.
Solistički, kao i sa mnogim orkestrima, nastupao je u Srbiji, Bosni i Hercegovini, Crnoj Gori, Italiji, Španiji, Grčkoj, Poljskoj, Bugarskoj, Rusiji, Australiji itd.
Snimao je za radio i tv stanice u Srbiji, Grčkoj, Italiji, Poljskoj, Bosni i Hercegovini, Australiji i drugim zemljama. Pobednik je mnogih domaćih i internacionalnih pijanističkih takmičenja.
2005. godine dobija nagradu iz fonda "Stanojlo Rajičić" za najbolji resital u koncertnoj sezoni.
Sarađivao je sa mnogim eminentnim muzičarima (Yuri Bashmet, Uroš Lajovic, Mladen Jagušt, Carlos Alvarado, Angel Šurev, Dejan Savić, Darinka Matić Marović, Anatolij Novicki, Biljana Radovanović i dr).

## Nagrade na pijanističkim takmičenjima
- Torino (Moncalieri), Italija 1995. - Prva nagrada;[1]
- Tortona, Italija 1995. Prva nagrada;[1]
- Rim, Italija 1996. »7° International piano competition "Roma 1996"« - Prva nagrada;[1][3]
- Beograd, Srbija 1996. "Jeunesse musicale" pobednik »Laureati Orfeja«[1];
- Beograd, Srbija 1997. »Petar Konjović » Internacionalno pijanističko takmičenje, Prva nagrada;[1]
- Madrid- Nueva Acropolis, Španija 1998.- Prva nagrada;[1][4]
- Atina - , Grčka 1999. Druga nagrada;[1]
- Atina - , Grčka 1999. Nagrada za najbolje interpretirana dela Frederika Šopena.
- Beograd - SANU 2005. - "Najbolji solistički koncert u sezoni";[5]
- Sydney/Bowral (Australia) "Southern Highlands" - 2009. - Prva Nagrada[6]

## Nastupi
- A.Gi.Mus. – "Concerto Aperitivo" Tortona (28.Januar 1996.);[7]
- Beograd, SANU (Juni/Novembar 2005.);[8]
- Beograd Zadužbina Ilije M. Kolarca, BEMUS (11.Oktobar 1997.)[9]
- Beograd Zadužbina Ilije M. Kolarca, klavirski resital (6.April 1998.)[1]
- Beograd Zadužbina Ilije M. Kolarca, BEMUS (16.Oktobar 1999.);[10]
- Beograd Zadužbina Ilije M. Kolarca, Proslava 131 godine Kolarca (28.Novembar 2009.);[11]
- Wollongong Simphony Orchestra, (25.Oktobar 2009.);[12]
- Khabarovsk- Russia, (6.April 2011.) - Bashmet Festival;[13]
- St. Peterburg- Russia, (3.April 2011.) - Contemporary Piano Faces- Festival;[14]

## Spoljašnje veze
- Faculty of Music in Belgrade
- Miloš Mihajlović - Zvanična Prezentacija